# 平壌理科大学
平壌理科大学 (ぴょんやんりかだいがく、英:Pyongyang Institute of Science、朝：평양이과대학) は、朝鮮民主主義人民共和国平壌市にある理科大学。
金策工業総合大学とならぶ名門大学の一つとされている。

## 概要
同大学は1967年1月17日に設立され、学生数は2000人ほどであり、卒業生はいずれも科学院などの科学技術研究分野で活躍している。

## 学部
- 数学学部
- 物理学部
- 生物学部
- 電子自動化学部
- 科学部

等

## 主な卒業後の進路
- プルンハヌル電子合弁会社[2]
- 国家科学院など[3]